# Not.com.mercial
not.com.mercial —en español: No comerciable— Es el vigésimo cuarto álbum de estudio de la artista estadounidense Cher, lanzado por primera vez en 2000 a través de Artist Direct. Fue comercializado exclusivamente en formato digital, aunque finalmente existió una edición limitada en disco compacto. El 21 de diciembre de 2012, Universal Music relanzó nuevamente el álbum en formato físico.

## Historia
La mayor parte de las canciones de not.com.mercial fueron compuestas por Cher durante un corto retiro en un castillo cerca de Bordeaux Francia en 1994, como parte de una invitacion de algunos escritores y compositores. En este retiro Cher daría forma a canciones con un gran significado para ella pues se incluyen temas como su estancia en un orfanato "Sisters of Mercy", el haberse enamorado de un hombre casado "With or Without You", o el describirse a ella misma con "Runnin". La canción más escuchada de este álbum fue "Still" aunque no se realizó ningún video o promoción. Otras canciones como «Born With the Hunger» fue compuesta por Shirley Eikhard, mientras que «Classified 1A» fue compuesta por Sonny Bono en 1970 y fue incluida en el álbum con una nueva edición. La temática folk/rock que manejó not.com.mercial, además de algunas de sus baladas, le fue propuesta a Warner UK cuando la artista firmó con dicha casa discográfica a princípios de 1995. Rob Dickins, cabeza del grupo Warner, rechazó presuntamente el proyecto, declarándolo «no comerciable». 
En 1999, Cher decidió lanzarlo a través de su sitio web oficial y de Artist Direct. Aunque ningún sencillo fue lanzado, la canción «Born With the Hunger» fue incluida en la versión internacional de The Very Best of Cher. «(The Fall) Kurt's Blues», coescrita por Pat MacDonald y Bruce Roberts fue un tributo al cantante Kurt Cobain, quien se suicidó en 1994. En una entrevista para Artist Direct Cher menciona que realmente ella quería este álbum para sí misma y no para un público en especial.
No existe ningún registro de la artista cantando en vivo alguna de las canciones, igualmente, tampoco existe mucha información acerca del álbum.

## Lista de canciones
| N.º | Título                      | Escritor(es)                       | Duración |  |
| 1.  | «Still»                     | Cher, Bruce Roberts, Bob Thiele    | 6:15     |  |
| 2.  | «Sisters of Mercy»          | Cher, Pat MacDonald, Roberts       | 5:01     |  |
| 3.  | «Runnin'»                   | Cher, MacDonald, Roberts           | 3:56     |  |
| 4.  | «Born With the Hunger»      | Shirley Eikhard                    | 4:05     |  |
| 5.  | «(The Fall) Kurt's Blues»   | Cher, MacDonald, Roberts           | 5:17     |  |
| 6.  | «With or Without You»       | Cher                               | 3:45     |  |
| 7.  | «Fit to Fly»                | Cher, Doug Millett, Kevin Savigar  | 3:53     |  |
| 8.  | «Disaster Cake»             | Cher, MacDonald, Roberts           | 3:25     |  |
| 9.  | «Our Lady of San Francisco» | Cher, Michael Garvin, Rich Wayland | 2:15     |  |
| 10. | «Classified 1A»             | Sonny Bono                         | 2:55     |  |

## Créditos y personal
En una entrevista con Lawrence Ferber, Cher declaró acerca de la realización del álbum: «hicimos todo en dos días con los chicos de la banda de Letterman — solo estabamos haciendo demos». En el año 2000, la banda de David Letterman estaba compuesta por: 
- Felicia Collins y Sid McGinnis: guitarra (Vocales secundarios por Collins)
- Paul Shaffer: Teclados
- Bernie Worrell: Sintetizadores
- Will Lee: Bajo y vocales
- Anton Fig: Percusión
- Tom Malone: Trombón
- Al Cheznovitz: Trompeta y fiscorno
- Bruce Kapler: Saxofón

### Producción
- Cher y Bruce Roberts: Arreglos y producción